# Колбин, Сергей Николаевич
Сергей Николаевич Колбин (род. 29 октября 1969, Пенза) — украинский и российский сотрудник органов внутренних дел, а также политический деятель, обвиняемый украинскими властями в госизмене. Сенатор Совета Федерации Федерального собрания Российской Федерации от законодательной власти города Севастополя с 29 октября 2020 года по 13 сентября 2024 года. Входил в Комитет по обороне и безопасности. С 18 сентября 2024 года Депутат Законодательного собрания города Севастополя. 

## Биография
Родился в многодетной семье советского офицера.
В 1991 году окончил Донецкое высшее военно-политическое училище инженерных войск и войск связи по специальности «социальный педагог-психолог», в 2008 году — Академию труда и социальных отношений в Москве по специальности «юрист».
В 2003—2004 годах возглавлял отделение профессиональной подготовки сотрудников милиции отдела по работе с персоналом УМВД Севастополя. С 2004 по 2016 год командовал спецподразделением МВД Украины «Беркут», участвовал в этом качестве в событиях 2013—2014 года на Евромайдане. Принимал участие в захвате Крыма Россией, командовал отрядом активистов на блокпостах при въезде на полуостров. В 2016 году возглавлял управление Росгвардии по Севастополю. В сентябре 2018 года назначен заместителем начальника ГУ Росгвардии в Республике Крым. В 2019 году в качестве кандидата от «Единой России» избран в Законодательное собрание Севастополя.
29 октября 2020 года голосами 20 депутатов Заксобрания наделён полномочиями члена Совета Федерации, представителя законодательного органа государственной власти Севастополя (3 депутата поддержали кандидатуру коммуниста Романа Кияшко).
Из-за обвинений в поддержке нарушения территориальной целостности Украины во время российско-украинской войны находится под персональными международными санкциями Евросоюза, США, Великобритании и ряда других стран.
21 июля 2023 года Сергей Колбин, Сергей Цеков (Крым), Екатерина Алтабаева и Ольга Бас (самопровозглашенная ЛНР) предложили поправки к федеральному закону «О гражданстве Российской Федерации». Поправки предусматривают возможность лишения российского гражданства за нарушение ряда статей Уголовного кодекса, включая «дискредитацию» армии (статья 280.3), публичное распространение «заведомо ложной информации» об использовании ВС РФ (статья 207.3), террористические акты (статья 205), призывы к экстремизму (статья 280, в скором времени в её состав также будут включены «оправдание» и «пропаганда» экстремизма), дезертирство (статья 338) и другие преступления, их общее число составляет около 80.

## Награды
- Медаль «В ознаменование 10-летия возвращения Севастополя в Россию» (23 февраля 2024) — за личный вклад в возвращение города Севастополя в Россию и проведение общекрымского Народного референдума
- Знак отличия «За заслуги перед Севастополем» (13 марта 2019) — за высокое чувство долга, значительный вклад в поддержание законности и правопорядка в городе Севастополе, активное участие в событиях «Русской весны»
- Медаль «За освобождение Крыма и Севастополя» (17 марта 2014) — за личный вклад в дело по возвращению Крыма в Россию[10]